# Fuentealbilla
Fuentealbilla è un comune spagnolo  situato nella comunità autonoma di Castiglia-La Mancia.
È nota per avere dato i natali al calciatore Andres Iniesta.